# Aspidiophorus microsquammatus
Aspidiophorus microsquammatus är en djurart som tillhör fylumet bukhårsdjur, och som beskrevs av Saito 1937. Aspidiophorus microsquammatus ingår i släktet Aspidiophorus och familjen Chaetonotidae. Inga underarter finns listade i Catalogue of Life.